# Heliotropium ellipticum
Heliotropium ellipticum là loài thực vật có hoa trong họ Mồ hôi. Loài này được Ledeb. mô tả khoa học đầu tiên năm 1831.